# Port lotniczy Coco Point Lodge
Port lotniczy Coco Point Lodge (ICAO: TAPT) – port lotniczy położony na wyspie Barbuda, w archipelagu Antigua i Barbuda.

## Linie lotnicze i połączenia
- Windward Islands Airways (Antigua)